# Пикролимни (озеро)
Пикроли́мни (греч. Πικρολίμνη от πικρός — «горький») — уникальное внутреннее карбонатное (содовое) гиперсолёное озеро на севере Греции. Расположено в 40 км к северо-западу от Салоник и в 25 км к югу от Килкиса. Высота над уровнем моря — 47 м.
Озеро мелкое и небольшое. Площадь — 4500 м². Летом пересыхает.
Озеро расположено между сёлами , Ксилокератея, Бакейка и Пикролимни в общине Килкис, Ксирохорион в общине Халкидон, Неа-Филаделфия (Филаделфиана) в общине Ореокастрон.
Озеро бессточное, не является дренируемым подземными потоками (cryptorheic). Солёность озёрных вод обусловлена наличием на территории вулканических осадочных пород и интенсивным испарением, происходившим в неогеновый период. Здесь представлена интересная галофитная растительность, структура которой заметно отличается от прибрежной, вероятно, из-за того, что солёность озёрной воды (NaCl, Na2CO3, Na2SO4) отличается от морской воды.
Не имеет плавающей или подводной растительности, кроме водорослей.
В непосредственной близости от озера встречается важная галофитная растительность, в которой доминирует бескильница свёрнутолистная (Puccinellia convoluta) и которая классифицируется по характерным видам (скрытница колючая (Crypsis aculeata), сведа приморская (Suaeda maritima), камфоросма однолетняя (Camphorosma annua), подорожник оленерогий (Plantago coronopus), кермек Гмелина (Limonium gmelinii), Spergularia nicaeensis, пырейник удлинённый (Elymus elongatus)) к различным растительным ассоциациям. Кроме того, по краям озера встречаются разрозненные заросли тростника обыкновенного (Phragmites australis).
Озеро и окрестности признаны как специальная область сохранения (SAC) для животных (волка и лесного кота) в 2011 году и особо охраняемая область (SPA) для растений и вошли в сеть «Натура 2000». Это важное место для размножения, перелёта и зимовки водоплавающих птиц, а также хищных птиц. К вызывающим беспокойство видам относится степная пустельга (Falco naumanni).
Плиний Старший сообщает о солёном озере у Клит, которое давало обильное количество нитра лучшего качества, называемого халестрийским Chalastricum nitrum по городу Халестра (Халастра) в Мигдонии. Халестрийский нитр (др.-греч. χαλαστραῖον) упоминает Платон в «Государстве» как сильную щёлочь, используемую для очищения.
На юго-восточном берегу озера находится термальный спа-курорт, где проводится бальнео- и грязе- физиотерапия больных.

## Гидрогеохимические особенности озера
Питание озера осуществляется метеорными водами, которые, проникая на глубину, смешиваются, вероятно, с солёной водой более глубоких и, вероятно, более тёплых горизонтов.
Озеро является карбонатным (содовым), потому что в рапе основными ионами являются Na+, CO32-, HCO3-, SO42–, Cl+.
Летом рапа соответствует высокой степени испарения, зимой происходит разбавление рапы пресной водой и растворение отложившихся летом и зимой солей.
| Ион   | Концентрация в воде (г/кг) |
| ----- | -------------------------- |
| Na+   | 56,4                       |
| K+    | 0,32                       |
| Ca2+  | 0,09                       |
| Mg2+  | 0,09                       |
| Cl-   | 60,3                       |
| SO42- | 26,9                       |
| CO32- | 4,1                        |
| HCO3- | 4,1                        |
| F-    | 0,32                       |

Состав глины (доля от массы): Na2O (2,4%),  K2O (2,5%), MgO (1,6%), CaO (0,3%), Al2O3 (16,5%), Fe2O3 (4,3%) и SiO2 (36,5%). Микроэлементы в глине (в мг/кг): As (140), B (650), Br (210), Ba (930), Sb (2), U (6), Cr (92), Zn (79), Co (18), Cs (4).